# Sela Molisa
Sela Molisa, né le 15 décembre 1950 et mort le 21 août 2022 à Port-Vila, est un homme politique puis diplomate vanuatais, ministre des Affaires étrangères dans les années 1980 puis plusieurs fois ministre des Finances.

## Biographie

### Origines et débuts en politique
Né dans ce qui est alors le condominium franco-britannique des Nouvelles-Hébrides, il est scolarisé dans des écoles coloniales britanniques et donc anglophones. Il étudie ensuite à l'université du Pacifique Sud, et sort diplômé de l'École de médecine des Fidji en 1974. Il travaille pour la Australia and New Zealand Banking Group de 1974 à 1977. Il épouse Grace Mera en 1976, et le couple participe au comité qui prépare la Constitution de Vanuatu, entrée en vigueur lorsque les Nouvelles-Hébrides deviennent indépendantes avec le nom de Vanuatu en 1980,. En 1977 il devient membre de la Fédération coopérative des Nouvelles-Hébrides, dont il devient le directeur en 1979 avant d'en démissionner en 1981 pour se consacrer à la politique,. 
Engagé au Vanua'aku Pati, il est -accompagné à tous moments de commandos des Royal Marines britanniques- le représentant du gouvernement de Walter Lini pour négocier avec les sécessionnistes du Vemarana sur l'île d'Espiritu Santo en 1980, et y a également pour rôle de collecter pour le gouvernement des informations auprès d'indicateurs en vue d'une intervention armée. Les négociations échouent, le gouvernement Lini refusant tout compromis sur le maintien d'un État unitaire, et cèdent la place à une répression armée du mouvement,,,. Le 31 août, Sela Molisa accompagne les soldats papou-néo-guinéens qui procèdent à l'arrestation de Jimmy Stevens, le chef des sécessionnistes. Les violences arbitraires et les vols commis contre des civils francophones par les soldats papou-néo-guinéens et par leurs adjoints de la Force mobile de Vanuatu (en) sont dénoncés par Amnesty International ; la presse révèle par la suite que les passages à tabac et les humiliations infligés aux prisonniers ont été commis avec l'accord du gouvernement Lini, et que Sela Molisa aurait assisté avec approbation au passage à tabac d'autochtones francophones et de Français faits prisonniers.
Après la répression du mouvement indépendantiste à Santo, le gouvernement fait expulser du pays le Français Georges Cronsteadt, député de Luganville au Parlement de Vanuatu. Sela Molisa remporte l'élection partielle qui en résulte en août 1982, et entre au Parlement,. 

### Ministre de l'Intérieur puis des Affaires étrangères
En février 1983, Walter Lini fait entrer Sela Molisa dans son gouvernement comme ministre de l'Intérieur, succédant à Fred Timakata que le Premier ministre a limogé. Peu après son entrée en fonction, Sela Molisa fait expulser du pays la journaliste Christine Coombe, de nationalité britannique et rédactrice en chef du seul journal indépendant du pays, Voice of Vanuatu. Le ministre refuse de communiquer de raison pour cette expulsion, mais elle intervient alors que le journal a révélé une affaire judiciaire qui embarrasse le gouvernement. Le chef de l'opposition parlementaire, Vincent Boulekone, prend sans succès la défense de la journaliste, et décrit son expulsion comme une atteinte à la Constitution, à la liberté de la presse et à la liberté d'expression,.
Pour les élections législatives de novembre 1983, c'est dans la circonscription rurale d'Espiritu Santo que Sela Molisa se présente et qu'il est confortablement élu. Après ces élections, Walter Lini nomme pour la première fois un ministre des Affaires étrangères, et confie ce poste à Sela Molisa. Ce dernier négocie l'adhésion du Vanuatu à la Banque mondiale, au Fonds monétaire international et à la Banque asiatique de développement. Il crée des remous parmi les pays voisins en établissant des relations diplomatiques avec Cuba, une décision critiquée par le Premier ministre de Papouasie-Nouvelle-Guinée Michael Somare et par le dictateur indonésien Soeharto. Dans le même temps, et tout en affirmant que la politique étrangère du pays sera construite sans « idéologie », il explique que ses lignes directrices seront « le soutien aux principes d'auto-détermination, d'indépendance et de dénucléarisation, notamment dans la région Pacifique ; la reconnaissance de l'existence des États, le respect pour les droits de l'homme, l'intégrité territoriale et la souveraineté ; le soutien au progrès socio-économique dans les pays du Tiers-Monde ; et le respect et le soutien à la Charte des Nations unies ». Il maintient par ailleurs la politique de non-alignement choisie par Walter Lini.
Durant la législature 1983-1987, il noue des relations diplomatiques avec la Libye du colonel Mouammar Kadhafi, à qui il rend visite en avril 1986, et vend à l'URSS le droit de pêcher dans les eaux territoriales vanuataises, deux décisions qui inquiètent les pays occidentaux,. Il exprime une position neutre sur le coup d'État raciste aux Fidji en 1987, le considérant comme une affaire interne fidjienne, mais critique le référendum de 1987 sur l'indépendance de la Nouvelle-Calédonie, qu'il considère non conforme au droit des Kanaks à l'auto-détermination, droit dont il affirme qu'elle est la priorité de la politique étrangère vanuataise. C'est notamment à ce titre que le Vanuatu rejoint le groupe Fer de lance mélanésien proposé par la Papouasie-Nouvelle-Guinée. Il visite les États-Unis en février 1987 et informe le secrétaire d'État américain George Schultz que le gouvernement Lini ne tiendra aucun compte des inquiétudes américaines tant que les États-Unis se livreront à des essais nucléaires dans le Pacifique. Il le rassure néanmoins dans le même temps que l'accord de pêche avec l'Union soviétique est « purement commercial » et qu'il n'y aura aucune influence soviétique au Vanuatu,. À la fin de la législature, le Vanuatu a des relations diplomatiques officielles avec l'Australie, les pays de la Communauté économique européenne, Cuba, les États-Unis, la Libye, la Malaisie, la Nouvelle-Zélande, Singapour, la Thaïlande, et l'Union soviétique.

### Ministre des Finances
Il dirige avec succès la campagne électorale du gouvernement pour les élections législatives de novembre 1987, et est nommé ministre des Finances après les élections par Walter Lini. À ce poste, sa principale réussite est de faire retirer le Vanuatu de la liste de l'OCDE des paradis fiscaux non-coopératifs. En 1988, pour mettre fin à la spéculation financière qui déstabilise le vatu (la monnaie nationale), il indexe la valeur de celui-ci sur « un ensemble de monnaies étrangères » non-nommées. Des divisions internes au parti et au gouvernement amènent Walter Lini à le limoger en février 1991.
Il redevient ministre des Finances dans le gouvernement de Donald Kalpokas (1998-1999). Il introduit alors un comité budgétaire chargé de s'assurer que les différents ministères ne dépensent pas davantage que le budget alloué, et crée un comité d'examen des propositions d'investissements étrangers. En 2001 il est nommé ministre des Affaires foncières par le Premier ministre Edward Natapei ; il est promu ministre des Finances en 2002, jusqu'à la défaite du gouvernement aux élections de 2004. En 2006 il forge une coalition de partis d'opposition au Parlement pour tenter en vain de renverser Ham Lini par une motion de défiance et de le remplacer comme Premier ministre,. En 2008, il devient une quatrième fois ministre des Finances, à nouveau sous le Premier ministre Edward Natapei. Il perd ce poste lorsque le gouvernement perd la confiance du Parlement en 2010. Il le retrouve une dernière fois, pour six jours seulement, dans le gouvernement par intérim d'Edward Natapei en juin 2011.
Réélu continuellement député depuis 1982, il est finalement battu dans sa circonscription d'Espiritu Santo aux élections de 2012,. Il est nommé ambassadeur du Vanuatu en république populaire de Chine en 2014, fonction qu'il occupe un an,. Candidat malheureux à l'élection présidentielle de juillet 2022, il meurt le mois suivant à Port-Vila à l'âge de 71 ans, vingt ans après son épouse.